# 아키쓰역 (히로시마현)
아키쓰역(일본어: 安芸津駅)은 일본 히로시마현 히가시히로시마시에 위치한 서일본 여객철도 구레선의 철도역이다. 상대식 승강장 2면 2선의 구조를 갖춘 지상역이다.

## 타는 곳
| 1 (반대 측) | ■ 구레 선 | 상행 | 미하라 · 후쿠야마 방면 |
| 2 (역사 측) | ■ 구레 선 | 하행 | 구레 · 히로시마 방면   |

## 이용 현황
| 연도     | 1일 평균 | 연도     | 1일 평균 |
| 2002년도 | 853      | 2008년도 | 662      |
| 2003년도 | 796      | 2009년도 | 602      |
| 2004년도 | 750      | 2010년도 | 558      |
| 2005년도 | 724      | 2011년도 | 538      |
| 2006년도 | 702      | 2012년도 | 495      |
| 2007년도 | 702      |          |          |
| -------- | -------- | -------- | -------- |

## 역 주변
- 국도 제185호선
- 히가시히로시마 시청 아키쓰 지소
- 히로시마 현립 아키쓰 병원

## 인접 역
| 서일본 여객철도 구레선 | 서일본 여객철도 구레선 | 서일본 여객철도 구레선              |
| ---------------------- | ---------------------- | ----------------------------------- |
| 요시나 미하라 방면     | ■ 게이비 선            | 가자하야 가이타이치 · 히로시마 방면 |